# レオンハルト・カウピッシュ
レオンハルト・カウピッシュ（ドイツ語: Leonhard Kaupisch, 1878年9月1日 - 1945年9月26日）は、ドイツの陸軍軍人、空軍軍人。最終階級は空軍航空兵大将、陸軍砲兵大将。第二次世界大戦中、デンマークで軍の指揮をとったことで知られている。

## 経歴

### 入隊から
彼は1898年にドイツ帝国陸軍に入隊し、1899年少尉に昇進した。1907年から1909年までリヒターフェルデの軍学校で訓練したのち中尉に昇進。1911年からはベルリンの参謀本部に従事し、1914年大尉に昇進した。

### 第一次世界大戦
第一次世界大戦では参謀本部で働き、徐々に功績をあげ1917年に少佐へと昇進した。同時期に二級鉄十字章とホーエンツォレルン家勲章を受賞している。

### 戦間期
第一次世界大戦の後、彼はヴァイマル共和国軍へ入隊し、1923年に第7砲兵連隊司令官へ就任、同年中佐へと昇進した。1927年大佐へと昇進した彼はユーターボークの砲兵学校へ異動になった。彼は1932年に中将へ昇進するまで砲兵学校勤務を続けた。
1934年4月1日、ドイツ国防軍空軍へと転属した彼は、1935年12月に航空兵大将へ昇進。1938年3月末に一度空軍から離れるも1939年前半には陸軍に復帰した。

### 第二次世界大戦
1939年9月半ば、彼はダンツィヒ＝西プロイセン帝国大管区の軍政長官に任じられた。
1939年11月、第1国境警備司令部が軍団司令部格の第31高級司令部(Höheres Kommando z.b.V. XXXI)に改組されると、カウビッシュはその司令官となった。この司令部は1940年4月9日のヴェーザー演習作戦において、デンマークの占領を指揮した(デンマーク占領作戦はWeserübung Südとも呼ばれ、ヴェーザー演習作戦の一部である)。彼は、ドイツ軍機がデンマークにばらまいた投降勧告を呼びかけるビラOPROP!に署名している。
1940年4月12日から6月1日までデンマーク占領軍司令官として勤務し、その後は司令部とともにフランス侵攻作戦に参加した。1940年9月、砲兵大将に昇進。1942年4月10日に軍を退役するまで、そのままフランス占領部隊の一部を率いた。

### 戦後
第三帝国の終焉を悟った彼は、家族とともにベルリン・ウエストエンドへ移り、ヴァイマルの南10キロほどの温泉街バート・ベルカで静かに過ごした。彼が移った直後の1945年5月、ドイツは降伏し、都市は次々とアメリカ軍に占領されたが、ヴァイマルはソ連軍に占領された。その夏、彼が退役した軍人であり、終戦まで平和な私生活を送っていたことに気が付いたデンマークのジャーナリストから取材を受けた。即座に彼はソ連軍に逮捕され、ヴァイマルの焼けるような暑さの中を歩かされた。収容所の手荒い対応もあり彼の体調は悪化していき、1945年9月26日、妻の介抱むなしく彼は収容所で死去した。

## 叙勲
- 鉄十字章
  - 二級鉄十字勲章1914年章
  - 一級鉄十字勲章1914年章
- ホーエンツォレルン家勲章
  - ホーエンツォレルン家勲章騎士十字章
- 赤鷲勲章（ドイツ語版）
  - 四級赤鷲勲章
- 王冠勲章（ドイツ語版）
  - 四級王冠勲章
- アルブレヒト勲章（ドイツ語版）
  - 二級剣付アルブレヒト勲章
- フリードリヒ勲章（ドイツ語版）
  - 一級剣付フリードリヒ勲章
- ハンザ同盟十字章（ドイツ語版）
- ザクセン＝エルネスティン勲章（ドイツ語版）
  - 一級剣付ザクセン＝エルネスティン勲章
- オナー勲章
  - 三級剣・王冠付オナー勲章
- 戦功十字章（ドイツ語版）
- 白鷲勲章（ドイツ語版）
  - 二級剣付白鷲勲章
- 勤続章（ドイツ語版）
- 観測員章
- 軍事功労十字章
- 名誉十字章
  - 剣付名誉十字章
- 国防軍勤続章
  - 四級から一級柏葉付国防軍勤続章
- 鉄十字章略章
  - 二級鉄十字略章
  - 一級鉄十字略章